# ERO1B
ERO1B (англ. Endoplasmic reticulum oxidoreductase 1 beta) – білок, який кодується однойменним геном, розташованим у людей на короткому плечі 1-ї хромосоми.  Довжина поліпептидного ланцюга білка становить 467 амінокислот, а молекулярна маса — 53 543.
| 10         |  | 20         |  | 30         |  | 40         |  | 50         |
| ---------- |  | ---------- |  | ---------- |  | ---------- |  | ---------- |
| MSQGVRRAGA |  | GQGVAAAVQL |  | LVTLSFLRSV |  | VEAQVTGVLD |  | DCLCDIDSID |
| NFNTYKIFPK |  | IKKLQERDYF |  | RYYKVNLKRP |  | CPFWAEDGHC |  | SIKDCHVEPC |
| PESKIPVGIK |  | AGHSNKYLKM |  | ANNTKELEDC |  | EQANKLGAIN |  | STLSNQSKEA |
| FIDWARYDDS |  | RDHFCELDDE |  | RSPAAQYVDL |  | LLNPERYTGY |  | KGTSAWRVWN |
| SIYEENCFKP |  | RSVYRPLNPL |  | APSRGEDDGE |  | SFYTWLEGLC |  | LEKRVFYKLI |
| SGLHASINLH |  | LCANYLLEET |  | WGKPSWGPNI |  | KEFKHRFDPV |  | ETKGEGPRRL |
| KNLYFLYLIE |  | LRALSKVAPY |  | FERSIVDLYT |  | GNAEEDADTK |  | TLLLNIFQDT |
| KSFPMHFDEK |  | SMFAGDKKGA |  | KSLKEEFRLH |  | FKNISRIMDC |  | VGCDKCRLWG |
| KLQTQGLGTA |  | LKILFSEKEI |  | QKLPENSPSK |  | GFQLTRQEIV |  | ALLNAFGRLS |
| TSIRDLQNFK |  | VLLQHSR    |  |            |  |            |  |            |

A: Аланін

C: Цистеїн

D: Аспарагінова кислота

E: Глутамінова кислота

F: Фенілаланін

G: Гліцин

H: Гістидин

I: Ізолейцин

K: Лізин

L: Лейцин

M: Метіонін

N: Аспарагін

P: Пролін

Q: Глутамін

R: Аргінін

S: Серин

T: Треонін

V: Валін

W: Триптофан

Кодований геном білок за функцією належить до оксидоредуктаз. 
Задіяний у таких біологічних процесах як транспорт, транспорт електронів, поліморфізм, альтернативний сплайсинг. 
Білок має сайт для зв'язування з ФАД, флавопротеїном. 
Локалізований у мембрані, ендоплазматичному ретикулумі.